# Верментино
Верментино (Vermentino) — основной сорт белого винограда, используемый для изготовления белых вин на островах Сардиния и Корсика (где часто высаживается на приморских склонах). Распространён также в ближайших к ним районах материковой Европы. В Провансе известен как Rolle, в Лигурии — как Pigato, в Пьемонте — как Favorita, на Корсике — как Malvoisie.
На Сардинии известен с XIV века под названием Arratelau. Служит основой для самого известного из сардинских вин — Vermentino di Gallura, производимого на севере острова (регион Галлура) и с 2011 года имеющего статус DOCG. По данным 1959 года в небольших количествах возделывался также в СССР (от Крыма до Дербента). В начале XXI века стал активно высаживаться в Тоскане и Лангедоке.  «Оксфордский винный справочник» (2015) оценивает французские посадки в 4,3 тыс. га. 
Сила роста лозы высокая. Лист средний или крупный, пятилопастный. Цветок обоеполый. Гроздь средняя-крупная. Ягоды средней величины, округлые, зеленовато-желтые. Урожайность этого сорта винограда зависит от условий, но, как правило, высока. Относится к сортам позднего периода созревания. Довольно устойчив к болезням. Верментино — сорт требовательный к теплу и малозимостойкий.
Вина из этого сорта ценятся как освежающие и употребляются молодыми. Весьма умеренная кислотность винограда не располагает к длительному хранению изготовленных из него вин. Чтобы сохранить кислотность, сардинцы часто собирают верментино недозрелым. При соблюдении технологии ароматика достаточно выражена и варьируется от цветочной до цитрусовой. Чтобы не заглушить её, выдержка в дубе применяется весьма редко.